# Klaus Ulonska
Klaus Ulonska   (Colònia, 10 de desembre de 1942 - Colònia, 13 de març de 2015) fou un atleta alemany, especialista en curses de velocitat, que va competir sota bandera de la República Federal d'Alemanya durant la dècada de 1960. Posteriorment fou un destacat dirigent esportiu, president del SC Fortuna Köln.
En el seu palmarès destaca una medalles d'or en els 4x100 metres al Campionat d'Europa d'atletisme de 1962, formant equip amb Peter Gamper, Hans-Joachim Bender i Manfred Germar. Amb un temps de 39.5" es va igualar el rècord alemany. Va ser campió d'Alemanya Occidental en el relleu de 4x100 metres el 1961 i 1963.
Posteriorment fou un destacat dirigent esportiu alemany, president del SC Fortuna Köln des del 2006 fins a la seva mort, el 2015.